# Xeroderma pigmentosum

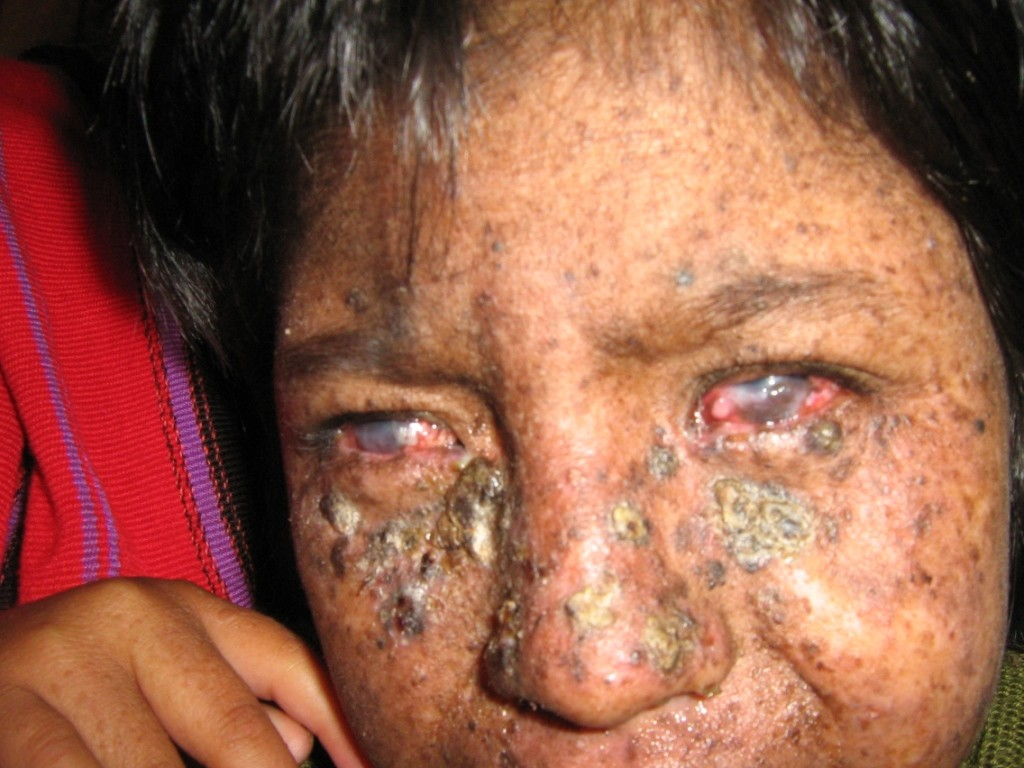
Ein achtjähriges Mädchen aus Guatemala mit Xeroderma pigmentosum. In der Nahaufnahme sind durch die Erkrankung bedingte Vernarbungen der Hornhaut, Ulzerationen und eine Hyperkeratose, zu sehen.

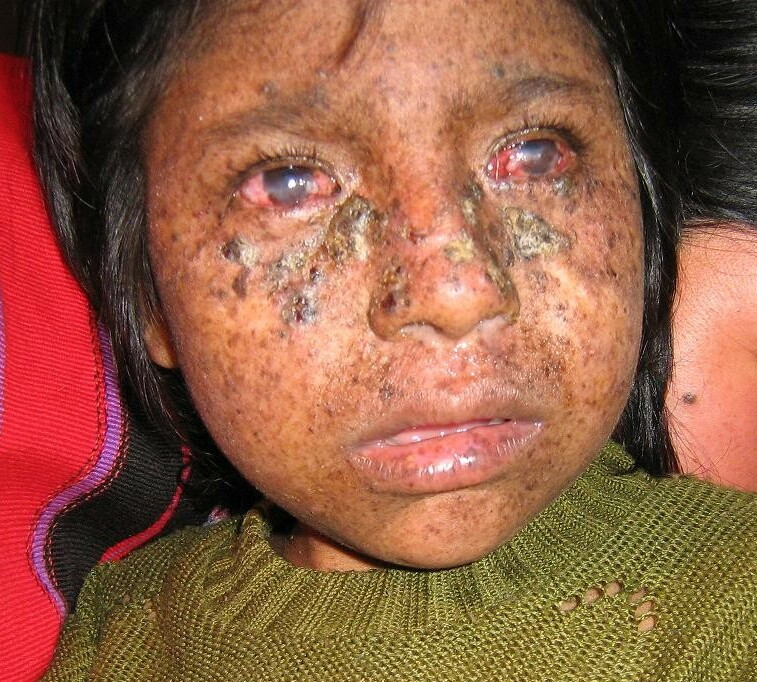
Dieselbe Patientin. In dieser Aufnahme sind hyperkeratotische Läsionen mit auffälligen Verhärtungen durch eine Aktinische Keratose ebenso sichtbar wie ein frühes Stadium eines Plattenepithelkarzinoms.

Xeroderma pigmentosum (oder synonym Melanosis lenticularis progressiva, auch Mondscheinkrankheit oder Lichtschrumpfhaut, kurz „XP“) ist eine Hautkrankheit, die auf einem genetischen Defekt beruht und den Chromosomenbruchsyndromen zuzuordnen ist. Sie ist eine sehr seltene Krankheit, regional unterschiedlich liegt die Häufigkeit zwischen 1:40.000 (Japan) und 1:250.000 (USA); in den USA leben ungefähr 250 Menschen mit dokumentierter XP, in Deutschland etwa 80, die meisten davon sind Kinder. Die Lebenserwartung dieser Patienten ist unbehandelt gering, in der Regel sterben sie im ersten Lebensjahrzehnt.
Da die Betroffenen das Sonnenlicht meiden müssen und in der Mehrheit Kinder sind, existiert der umgangssprachliche Begriff Mond(schein)kinder für die Betroffenen.

## Ursachen
Aufgrund eines genetischen, autosomal rezessiv vererbten Defekts, der die DNA-Reparaturenzyme (speziell das System der Nukleotidexcisionsreparatur) betrifft, kann sich die Haut nach Schäden durch Sonneneinstrahlung nicht regenerieren.

## Klassifikation
Die Krankheit wird je nach Lokalisation des Gen-Defekts in acht verschiedene Typen unterteilt:
- Typ A, I, XPA, Synonym: Xeroderma pigmentosum A; Klassische Form, Mutationen im XPA-Gen im Chromosom 9 Genort q22.3[3]
- Typ B, II, XPB, Synonym: Xeroderma pigmentosum B, Mutationen im XPB-Gen im Chromosom 2 Genort q21[4]
- Typ C, III, XPC, Synonym: Xeroderma pigmentosum C, Mutationen im XPC-Gen im Chromosom 3 Genort p25[5]
- Typ D, IV, XPD, Synonym: Xeroderma pigmentosum D; DeSanctis-Cacchione-Syndrom, Mutationen im XPD-Gen im Chromosom 19 Genort q13.2-q13-3 oder im ERCC6-Gen im Chromosom 10 Genort q11[6][7]
- Typ E, V, XPE, Synonym: Xeroderma pigmentosum E, Mutationen im DDB2-Gen im Chromosom 11 Genort p12-p11[8]
- Typ F, VI, XPF, Synonym: Xeroderma pigmentosum F, Mutationen im ERCC4-Gen im Chromosom 16 Genort p13.3-p13.13[9]
- Typ G, VII, XPG, Synonym: Xeroderma pigmentosum G; COFS Syndrom Typ 3, Mutationen im RAD2 oder ERCC5-Gen im Chromosom 13 Genort q33[10]
- Typ V, XPV, Synonym: Xeroderma pigmentosum variant, Mutationen im POLH-Gen im Chromosom 6 Genort p21.1-p12[11]

Typ A, B, D und G gehen mit neurologischen Störungen einher.

## Symptome und Beschwerden
Treffen UV-Strahlen auf die Haut des Patienten, bilden sich zuerst Entzündungen, später warzenähnliche Gebilde, die sich zu malignen Hautkrebsformen entwickeln können. Besonders die üblicherweise dem Sonnenlicht ausgesetzten Hautpartien wie Gesicht, Augen und Arme sind davon betroffen. Die Krankheit erhöht das Hautkrebsrisiko der Betroffenen stark.
Wird nach den ersten Symptomen (Entzündungen der Hautpartien, die der Sonne ausgesetzt sind) die Krankheit nicht frühzeitig richtig diagnostiziert, führt sie rasch zu malignen und/oder benignen Hauttumoren (wie Basaliom, Keratoakanthom, malignes Melanom oder Sarkom) und in der Folge zum Tod.

## Komplikationen
Die Vermeidung der UV-Strahlung führt zu einer Verschiebung des Tag-Nacht-Rhythmus und kann zu sozialer Isolation führen. Es gibt in den USA erste Angebote an diese Patientengruppe für gemeinsame Feriencamps, wodurch der sozialen Isolierung entgegengewirkt werden soll.

## Behandlungen
Die Patienten müssen konsequent von jeglicher UV-Strahlung abgeschirmt werden; zum Beispiel durch lange Kleidung, getönte Fensterscheiben oder UV-abweisende Plastikfolie an den Fenstern. Um die Betroffenen vor den schädlichen Umwelteinflüssen abzuschirmen, hat die NASA 1999 Schutzanzüge vorgestellt. Sie bestehen aus demselben Material wie die Raumanzüge der Astronauten und schützen vor den in diesem Falle lebensbedrohlichen Sonnenstrahlen.
Hautärzte erproben das Akne-Medikament Isotretinoin und verschiedene Cremes aus bakteriellem Eiweiß.
Bisher kann Xeroderma pigmentosum nicht geheilt werden. Wichtig ist es, die Krankheit früh zu erkennen, um dann sofort mit einer systematischen Behandlung der Symptome und Beschwerden zu beginnen. Die Lebenserwartung der Patienten ist sehr individuell und hängt von mehreren Faktoren ab. Im Durchschnitt liegt sie bei 30 Jahren. Es sind aber auch Fälle dokumentiert, in denen das sechste Lebensjahrzehnt erreicht wurde.

## Weiterführende Literatur
- A. Amin, M. Bassiouny, K. Sallam, G. Ghally, H. El-Karaksy, A. El-Haddad: Living related hemi-face skin transplant using radial forearm free flap for a xeroderma pigmentosa patient: early outcome. In: Head & neck oncology Band 2, 2010, S. 18, ISSN 1758-3284. doi:10.1186/1758-3284-2-18. PMID 20626898. PMC 2908605 (freier Volltext).
- J. L. Goyal, V. A. Rao, R. Srinivasan, K. Agrawal: Oculocutaneous manifestations in xeroderma pigmentosa. In: The British journal of ophthalmology Band 78, Nummer 4, April 1994, S. 295–297, ISSN 0007-1161. PMID 8199117. PMC 504766 (freier Volltext). (Review).